# Jan Palfijn

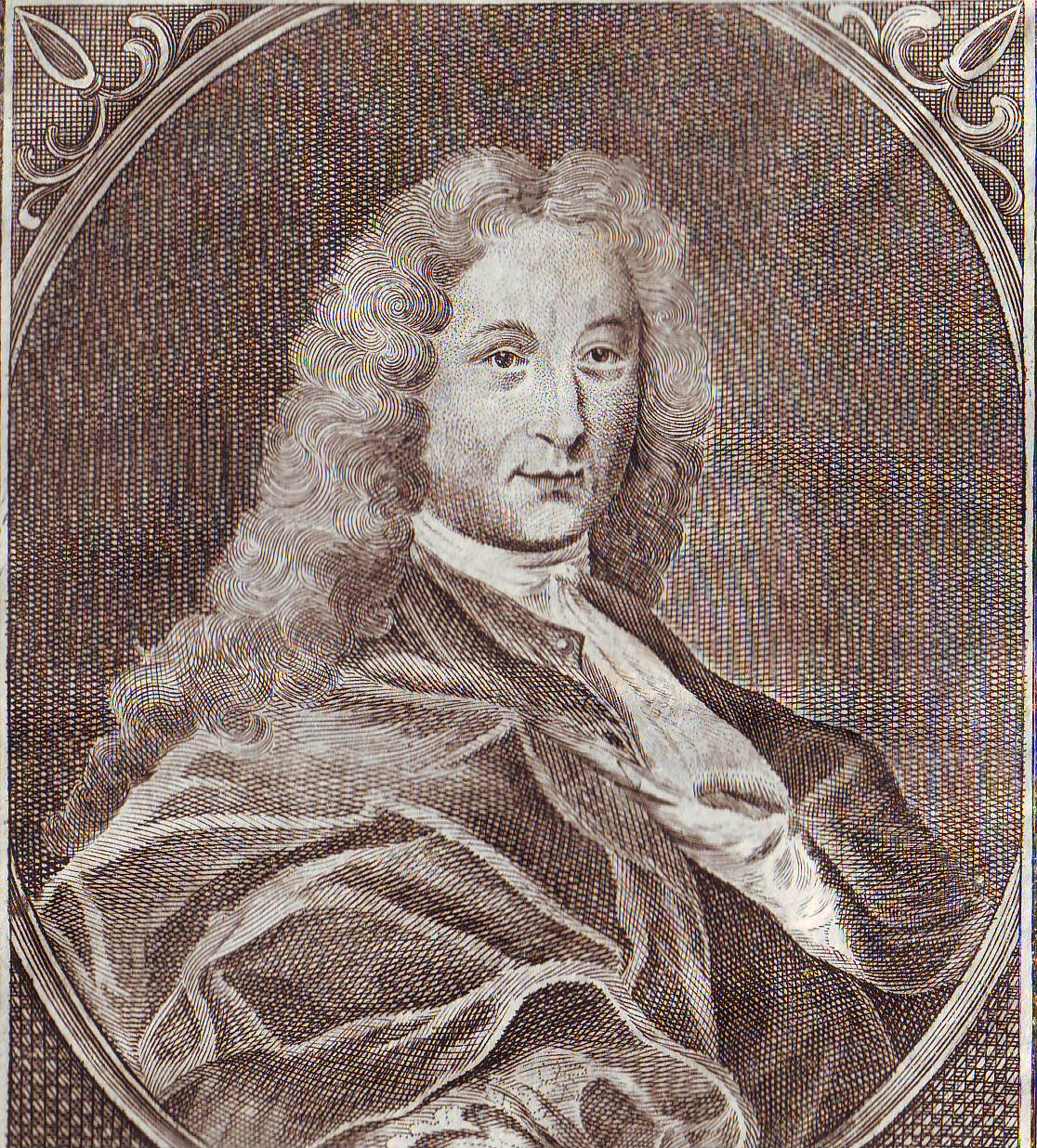
Jan Palfijn, 1758

Jan Palfijn, auch Jean Palfyn, Jean Palfijn und Jan Palfyn geschrieben, (* 28. November 1650 in Kortrijk, West-Flandern; † 21. April 1730 in Gent) war ein  flämischer Chirurg und Geburtshelfer.

## Leben
Palfijn wurde als Sohn eines Chirurgen und Baders geboren und kam so in Kontakt mit der Medizin. Er erlernte Latein und die französische Sprache und ging an eine chirurgische Schule nach Gent. In der Folge studierte er in Paris und wurde dort durch den Chirurgen und Freund Jean Devaux (1649–1729) protegiert.
Palfijn war Arzt in Ypern nach dem er dort 1673 durch die Gesellschaft der Chirurgen und Barbiere die Zulassung erhalten hatte. Im November 1694 heiratete er in Ypern und ging danach nach Paris, bevor er sich 1697 in Gent für den Rest seines Lebens niederließ. Er ist bekannt für die Einführung einer verbesserten Ausführung der Geburtszange. Bei dem von ihm bis 1723 entwickelten, verbesserten Instrument, die Main de Palfin, verband über ein Gelenk die beiden Hälften der Zange. So wird die bis dahin mögliche Verschiebung der Hälften verhindert. Das Instrument stellte er 1727 in einer Präsentation in Paris während einer Geburt vor. Zu einem späteren Zeitpunkt sorgte seine Operation an einer 22-jährigen Schwangeren für große Aufregung, als er den Fötus innerhalb der Gebärmutter der Patientin tötete (Fetotomie), um das Leben der Mutter zu retten.

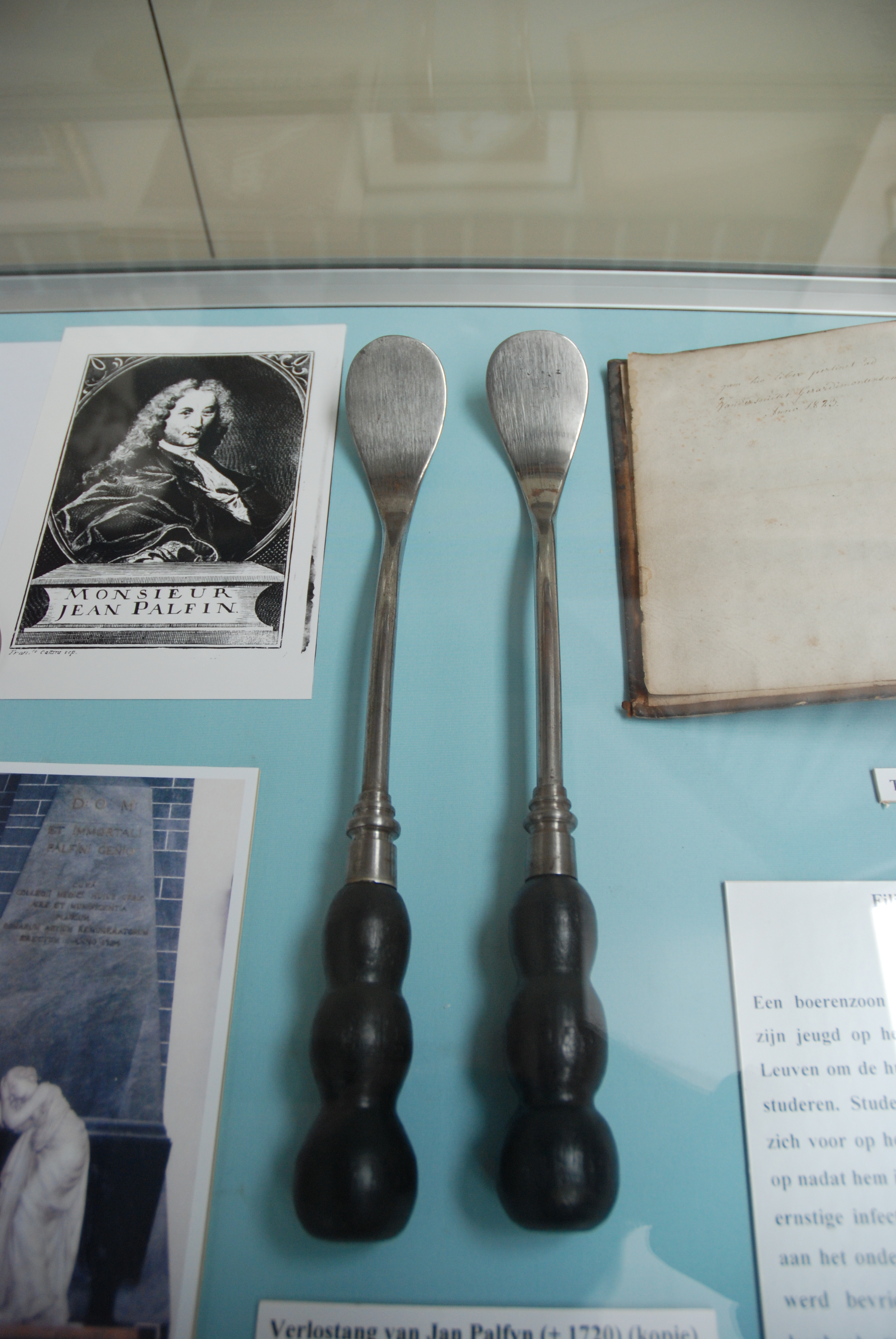
Kopien der Geburtszangen von Jan Palfyn aus dem Museum für Geschichte der Medizin in Gent

## Wissenschaftliche Schriften
Sein erstes Werk, das 1701 in flämischer Sprache gedruckt wurde, war die Nuova Osteologia. Dieses Buch über die Osteologie wurde in mehreren Auflagen gedruckt und ins Französische und Italienische übersetzt. 1710 erschien in Leiden (Stadt) das zweibändige Werk Anatomia chirurgica, das einen langanhaltenden Einfluss auf die Chirurgie des 18. Jahrhunderts hatte.

## Ehrungen
Palfijns Bronzestatue steht seit 1889 auf dem Hafermarkt seiner Geburtsstadt. Sie wurde von Thomas Vincotte geschaffen.

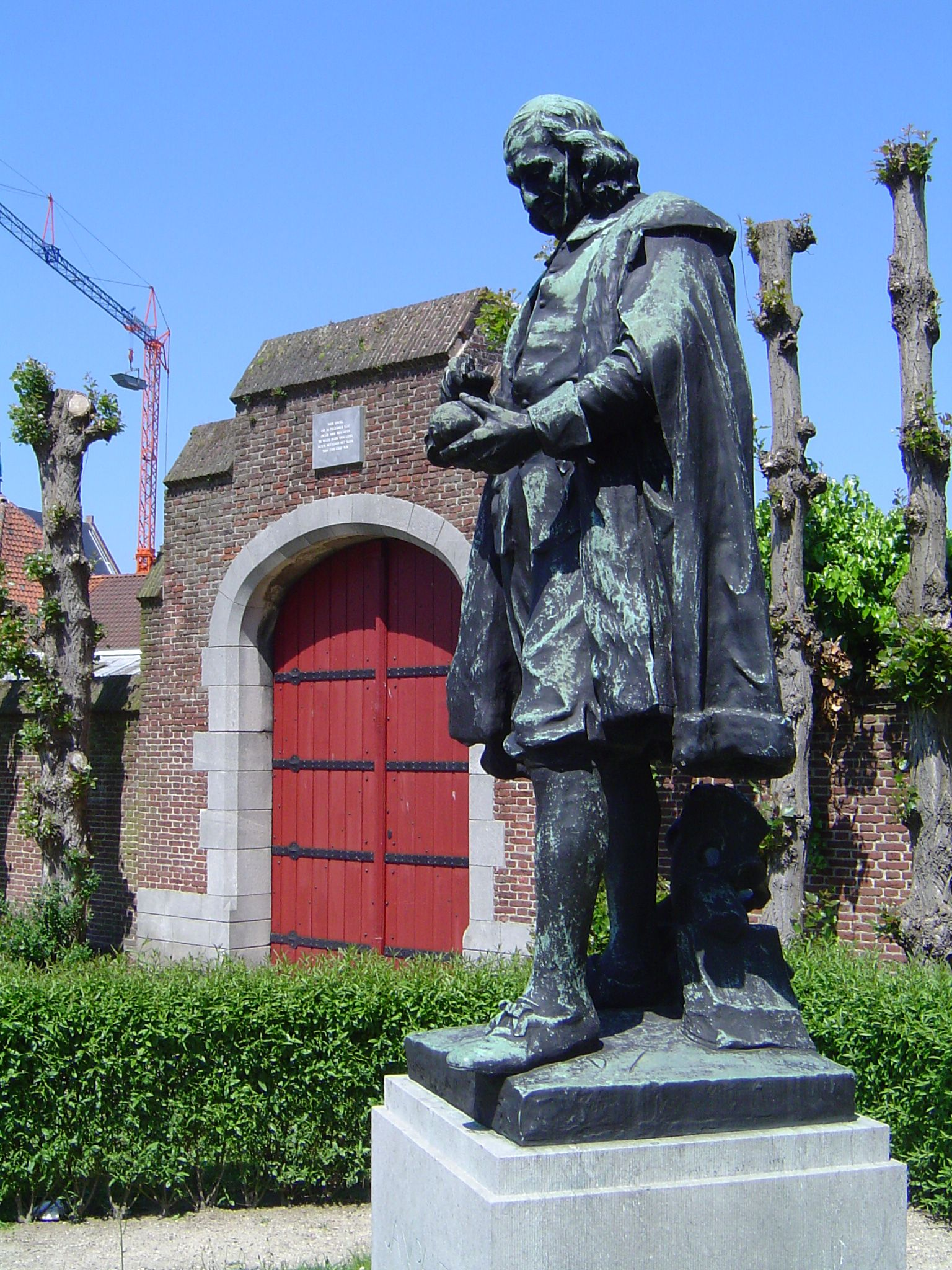
Palfijns Bronzestatue zu Gent, Standbeeld Jan Palfijn te Gent

Sein Mausoleum befindet sich in der St.-Jakobs-Kirche in Gent.

## Schriften (Auswahl)
- Nouvelle osteologie ou Description exacte des os du corps humain accompagnee de remarques chirurgicales sur le traitement de leurs maladies. Cavelier, Paris 1731.
- Nauwkeurige verhandeling van de voornaemste handwerken der heelkonst zoo in de harde, als sagte deelen van ’s menschen lichaem. 2 Bände. Vermey, Leiden 1710.
- Anatomie du corps humain. 2 Bände. Cavelier, Paris 1726.
- Description anatomique des parties de la femme. Chez la veuve de B. Schouten, Leiden 1708.